# جيمي ميكي
جيمي ميكي (بالإنجليزية: Jimmy Mackay)‏ مواليد 19 ديسمبر 1943 في اسكتلندا - الوفاة 11 ديسمبر 1998، كان لاعب كرة قدم اسكتلندي كان يلعب كلاعب وسط. سبق له أن لعب في كأس العالم لكرة القدم مع منتخب بلاده.

## المسيرة الاحترافية

### أندية لعب لها
- نادي جنوب ملبورن

## روابط خارجية
- جيمي ميكي على موقع الاتحاد الدولي (مؤرشف)  (الإنجليزية)
- جيمي ميكي على موقع قاعدة بيانات كرة القدم.إي يو (الإنجليزية)
- جيمي ميكي على موقع ناشيونال فوتبول تيمز (الإنجليزية)
- جيمي ميكي على موقع Soccerway.com (الإنجليزية)
- جيمي ميكي على موقع عالم كرة القدم.نت (الإنجليزية)